# ミッシェル・ポルナレフ
ミッシェル・ポルナレフ（Michel Polnareff、1944年7月3日 - ）はフランスの歌手、シンガーソングライター、コンポーザー。フランス共和国ロット＝エ＝ガロンヌ県ネラック出身。フランスでは国民的歌手としての人気があり、日本でも「シェリーに口づけ(Tout, tout pour ma chérie)」、「愛の休日(Holidays)」「愛のコレクション(Qui a tué grand' maman ?)」「愛の願い(Love Me Please Love Me)」「哀しみの終わる時(Ça n'arrive qu'aux autres)」「愛の伝説(I love you because)」「悲しきマリー(J'ai du chagrin Marie)」「悲しみのロマンス(La Vie, la vie m'a quitté)」「渚の想い出(Tous les bateaux, tous les oiseaux)」「火の玉ロック(Great Balls Of Fire)」などのヒット曲で知られている。シングル以外では「ラース家の舞踏会(Le Bal des Laze)」「ロミオとジュリエット(Comme Juliette & Romeo)」なども人気曲である。70年代前半の日本で、非常に高い人気を誇った。
名前の発音はフランス語では「ミシェル」に近いが、日本では長年「ミッシェル」とのクレジットが慣例になっているため、当記事ではこれに倣う。

## 来歴
7月3日、第二次世界大戦の最中、両親の疎開先だった南仏のネラックで生まれる。父親のレイブ・ポルナレフ(Leib Polnareff, ウクライナ語表記は Лейб Польнарев, 1899-1975)はウクライナ南西部のオデッサ（旧ロシア帝国）出身のユダヤ系ウクライナ人の音楽家で、1923年にフランスに移住した。『レオ・ポル』という変名にてエディット・ピアフやイヴ・モンタン、ジョルジュ・ゲタリ、ダニエル・ダリューに楽曲提供していた作曲家で、ジャズ・ピアニストでもあった。母親のシモーヌ・ラーヌはフランス人のダンサーだった。異母兄にブルガリアの科学者・ボリス・ポルナレフ (Boris Polnarev, 1924-2013) がいる。
1949年コンセルヴァトワール（パリ音楽院）に入学。ピアノやソルフェージュを学び始める。両親は息子をクラシックの演奏家にさせるため、徹底した英才教育を施そうとした。1956年ソルフェージュで優勝した。この頃にエルヴィス・プレスリーの歌を聞いてロックンロールを知り、クラシック音楽への情熱を次第に失っていく。
1963年兵役でモリュソンに赴任。不適格な人間として6ヶ月後に退役させられる。その後に保険会社に就職する。
1964年上司と衝突して保険会社を退職。クラシック音楽の道への復帰を強要する両親と仲違いし、ギターを手に家出をし、モンマルトルでヒッピー生活を始める。
1965年レコード会社「Disc'AZ」およびラジオ局「Europe 1」のディレクターであるルシアン・モーリスに出会い、レコード・デビューをめざした。
アマチュア・ロックのコンテスト「ロコモティヴ」に参加して優勝をする。優勝者はロッカーズというレコード会社と契約できて、レコード・デビューできるというものであったが、ポルナレフは既にルシアン・モーリスと契約をしていたので、それを辞退した。ルシアン・モーリスはポルナレフのデビューにあたり、ロシア人やウクライナ人を連想させるポルナレフという名前ではなく、イギリス人のような名前の芸名を考えていたが、ポルナレフはそれを拒否して、本名でデビューすることになった。

### 1966年－1974年
ロンドンにて「ノンノン人形（La poupée qui fait non）」、「悲しきマリー」など5曲をレコーディング。ギターにはジミー・ペイジ、ベースにはジョン・ポール・ジョーンズ（後に共にレッド・ツェッペリンのメンバー）、ビッグ・ジム・サリヴァンが参加した。
5月、4曲入りEP「ノンノン人形」がDisc'AZより発売されてデビューする。15万枚を売る大ヒットとなった。6月には続く3曲入りEP「愛の願い（Love me, please love me）」も大ヒットし、一躍スターダムに上り詰める。8月には、アンチープ・フェスティヴァルで「愛の願い」を歌って評論家賞を受賞。当時のフランスの首相・ジョルジュ・ポンピドゥー（後に大統領）は、「時代の流れだ。私は今日、新しい歌手の存在を知った」と賛辞の言葉を贈った。
10月、日本でテイチクよりシングル「ノンノン人形」が発売される。
11月、フランスでファースト・アルバム『Love Me, Please Love Me』を発表した。英語の作詞でプロコル・ハルムのキース・レイドが参加している。当時は旧来のシャンソンと区別するため、フレンチ・ポップスと呼ばれた。
1967年同じレコード会社に所属するドミニク・ワルテルに協力し、ワルテルの4曲入りEP盤『Mrs. Applebee』の3曲の編曲と音楽監督を担当。更に、ワルテルの4曲入りEP盤『Les Petits Boudins』に1曲 "Je N'Ai Pas Osé" を提供した。
1968年1月、「愛はあの人の胸に」がフランスでヒット。2枚目のアルバム『Le Bal Des Laze』を発表。
ポルナレフの曲「バラ色の心 (Ame Câline)」が "Soul Coaxing" に改題されて、レイモン・ルフェーブル・グランド・オーケストラによって演奏されたものが欧米のヒットチャートにランクインした。そして、欧米の多くのラジオ局が同曲をテーマ曲に選定し、ポルナレフの名前が世界的に広く知られるようになる。その後、多くのイージーリスニングのバンドやオーケストラによって同曲が "Soul Coaxing" のタイトルでカバーされている。ザ・ベンチャーズもカバーし、ペギー・マーチなどは、英訳した歌詞を乗せてカバーした。
7月、「門番の娘」がフランスでヒット。12月、演出家・ジャン＝ルイ・バローの依頼で、演劇『ラブレー (Rabelais)』の音楽を担当。演劇畑の評論家からも高い評価を受ける。6曲入りEP盤 "Extraits De La Musique De Scène De Rabelais" も発売された。
1969年3月、2枚目のアルバム『Le Bal Des Laze』がシャルル・クロ協会のディスク大賞を受賞。
5月、「渚の想い出」がフランスで大ヒット。夏季3大ヒットの1つに数えられる。B面は「シェリーに口づけ」。11月、パリのオランピア劇場での初の公演を行う。
12月、「ステキなランデブー」がフランスでヒット。
フランス映画『Erotissimo』でポルナレフ作曲の「La femme faux-cils」が使用されている。（作詞はジャン＝ルー・ダバディ、歌は主演の アニー・ジラルド）
1970年 1月、「想い出のシンフォニー」がフランスでヒット。4月までレコード売上げの1位を独占。1月14日から同月27日まで、オランピア劇場で公演を行い、大成功となる。
3月、映画プロデューサーのクロード・ルルーシュから映画『哀しみの終るとき』の音楽の依頼を受ける。映画の公開は1971年。7月、「僕は男なんだよ」がフランスで大ヒット。B面は「忘れじのグローリア」。
10月、ギリシャ、モロッコなどを旅行した後、ロンドンで次のアルバム『Polnareff's』のレコーディングを開始。
11月、アルバム『Polnareff's』のストリングスとブラスのセクションの録音をパリで行う。また、久々に公に姿を現した。フランソワ・レシャンバック監督のスイス映画『L'indiscret (口の軽い人)』の音楽を担当。映画の公開は1974年。
1971年8月に日本ではCBSソニー（レーベルはその前月に発足されたばかりのエピック）よりシングル「シェリーに口づけ（Tout, tout pour ma chérie）（c/w 初めての愛）」と、同曲を追加収録したファースト・アルバム『愛と青春のトルバドゥール/ミッシェル・ポルナレフ 1』が発売される。それまで、テイチク、日本コロムビア、CBSソニーからレコードが発売されていたが、日本での人気はこの時に火が付き、「シェリーに口づけ」がラジオ・チャートでトップ入りし、40万枚を売り上げる大ヒット・シングルとなったことで、実質的にはこの時点が日本でのデビューとされている。
10月、シングル「愛の願い (c/w 君の幸福と僕の後悔)」、フランス盤と同内容（但し、ジャケットのデザインは異なる）のセカンド・アルバム『フレンチ・ポップスのスーパースター/ ミッシェル・ポルナレフ 2』をリリースした。当時の日本でのキャッチフレーズは「フレンチ・ポップスのスーパースター」と「ロックとロマンの出逢い」であった。
フランスのコメディ映画「大乱戦 (La Folie Des Grandeurs)」の音楽を担当。サントラ盤のLPがフランスで発売された。主演はかつてポルナレフの父親が曲を提供したこともある歌手・俳優のイヴ・モンタン。
1972年フランスでは、シングル「愛の休日」が大ヒット。「哀しみの終わるとき」（同名映画のテーマ曲）、「愛のコレクション」、「渚の想い出」のシングルも続いて発売された。日本では、サード・アルバム『ポルナレフの世界 / ポルナレフ3』と、それまでの3枚のアルバムに収録されなかったヒット曲をまとめた編集盤『ポルナレフ・ナウ』が発売された。また、日本ではシングル「哀しみの終わるとき (c/w カトリーヌの追憶)」、「愛のコレクション (c/w 神父様の結婚式)」、「渚の想い出 (c/w コンピュータの夢)」、「愛の休日 (c/w 愛の物語)」が発売された。
1月6日、ポルナレフのインタビューとライヴのシーンをメインとしたドキュメンタリー番組 "A Bout Portant" がフランスの公共テレビ局ORTFで放送された。後にこの映像は INA（フランス国立視聴覚研究所）からインターネットを通じて有料配信され、日本では「ミッシェル★ポルナレフ」のタイトルで1999年にビデオソフト（VHS版のみ）として発売されている。
10月6日から同月22日まで、パリ・オランピア劇場でのライブ「ポルナレボリューション」（Polnarévolution = Polnareff + Révolution の造語）が開催されたが、公演に先立つ宣伝用ポスターはポルナレフ自身の臀部を露出した写真が使用され、それがパリの街中に貼り出された。この行為がフランス当局より「公序を乱した」としてポルナレフが逮捕され、フランス国内各紙一面に「ポルナレフ逮捕される」の記事が掲載され、大きなセンセーションを巻き起こした。ポルナレフはこの件の裁判で罰金360万フランの求刑がなされたが、判決では、ポスター1枚あたり10フラン、合計で罰金6,000フランの支払が課せられた。
この時のオランピア劇場でのライヴ録音盤が、後に「熱狂のオランピア (原題：Polnarévolution)」のタイトルで発売されている。
また、フランスの人気ロック歌手・ジョニー・アリディ出演のドキュメンタリー映画『ジョニー・オン・ステージ』にピアニストとしてサプライズ・ゲスト出演する。撮影は1971年9月24日、パリのパレ・デ・スポール。
シングル「愛の休日」は日本でも大ヒットし（「シェリーに口づけ」を超える彼の最大のヒットとなった）、11月に初の来日公演が実現した。バック・バンドはフランスのロック・バンド、ディナスティ・クリジス(Dynastie Crisis)。東京公演を録音したライヴ盤「ポルナレフ・ア・トーキョー（発売時邦題）」が翌年になって日本でのみ発売されている。この日本での大人気に乗じて、翌年に予定されている次作アルバムについて日本先行発売をする計画が発表された。
1973年4月、再びオランピア劇場でのコンサート「ポルナレーヴ」（Polnarêve = Polnareff + Rêve の造語で、Rêve はフランス語で「夢」の意味）を開催。3週間にわたる最終ステージで、フランスとの訣別宣言をする。この後、ポルナレフは2007年までの34年間、フランスでのコンサートを行なっていない。
前年のオランピア劇場コンサートでのセクシー・ポスターをエスカレートさせ、今回はオールヌードで股間を帽子で隠している写真が公開され、日・仏で話題となる。今回はフランス当局からのクレームなし。この写真は後に、日本編集アルバム「ポルナコレクション」のジャケットにも使用されている。5月31日、ロスアンジェルスに滞在中、母の訃報が届く。
6月、2度目の来日公演を開催。東京でのライヴの模様が90分の特別番組「ミッシェル・ポルナレフ / ロックンロール熱狂のライブステージ」として東京12チャンネルで同月17日に放送された。オープニングの「ラース家の舞踏会」の奇抜なライト・ショーから始まり、アンコールではステージ上に観客を上げて、"Be-Bop-A-Lula", "What'd I Say" などのロックン・ロールのスタンダード・ナンバーを歌う姿まで放送され、ライヴでのポルナレフの姿を見せる貴重な映像となっている。また、NHKの番組『世界の音楽』にも出演し（同月7日にスタジオ収録。17日に放送され、後日に再放送あり）、「シェリーに口づけ」、「忘れじのグローリア」、「愛のコレクション」など数曲の演奏を披露している。ただし、「シェリーに口づけ」はレコード音源によるリップシンクであった。後年、NHK教育テレビの『たのしいフランス語』でこの映像の一部が数度放送されている。バック・バンドは初回の訪日公演と同じく、ディナスティ・クリジスが担当。
7月20日、日本先行発売予定のアルバム『ポルナレフ革命』（原題は Polnarévolution ではなく Polnarêve）の発売は同年12月に延期された。ちなみに、『ポルナレフ革命』は日本側（エピック）で独自にジャケット制作し、日本側の担当ディレクターによって曲順が決められたため、日本盤と翌年6月に『Michel Polnareff』のタイトルでリリースされたフランス盤は内容が異なる。（曲の長さの違いや、ミキシング違いなどもある）
その後、アメリカ合衆国・ロサンゼルスへ移住し、本格的なアメリカ・デビューを目指したが、本国フランスとロサンゼルスでの生活習慣のギャップ、税金問題（財務担当者であったベルナール・スノーによる横領が発覚し、数年間の納税未納が明らかになり、500万フランの脱税容疑がかけられ、帰国すれば即時逮捕と言われていた）でノイローゼ気味となった。
日本では、シングル「忘れじのグローリア (c/w ジョブ)」、「火の玉ロック (c/w トランペット)」、「愛の伝説 (c/w ロージーからの手紙)」が発売された。「火の玉ロック」は前年の東京公演のライブ・レコーディング盤「ポルナレフ・ア・トーキョー」からのシングル・カットで、かつてジェリー・リー・ルイスがヒットさせたロックン・ロールのスタンダード・ナンバーである。「愛の伝説」はアルバム『ポルナレフ革命』からの先行発売。「僕はロックンローラー」もヒットした。
1974年日本ではアルバム『ポルナレフ革命』からのシングル・カット「悲しみのロマンス (c/w ラース家の舞踏会 - ライヴ)」がヒット。「悲しきマリー (c/w 君の幸福と僕の悔恨)」もヒットした。この「悲しきマリー」が日本でのポルナレフ最後のヒットになった。6月、自叙伝「Polnareflexion」がフランスで発売された。

### 1975年－1977年
3度目の来日公演が行なわれた。バック・バンドはイギリスのプログレ・バンド、ウォーリー（Wally）。後にウォーリーのメンバーが語るには、「どうしてポルナレフのバック・バンドを請け負ったかって？　だって、日本に行ってみたかったんだもの。」
アメリカで録音された全曲英語で歌われている新作アルバム「ポルナレフ U.S.A.（原題：Michel Polnareff / Fame A La Mode）」が発売された。日本では同アルバムより「青春の傷あと (c/w 僕のレディーブルー)」がシングル・カットされて発売されている。
税金問題（前述）でフランスの地を踏めない状況にあった為に、10月26日にフランスの隣国のベルギーにて大規模なコンサートを行なうことが発表された。フランスのラジオ局RTLによって、フランスから特別列車で会場（ブリュッセルのフォレスト・ナショナル）近辺まで行ける企画がなされ、多くのフランスのファンがコンサートにやってきた（チケット総数14,000枚の半分の発売はフランスでされた）。会場への機材の到着が遅れ、開演が3時間遅れというトラブルもあったが、このコンサートは大成功に終わる。この日を最後に、ポルナレフは1979年までコンサート活動を行っていない。
また、翌日の10月27日に、ポルナレフはルクセンブルクのテレビ局 "ラジオ・テレビジョン・ルクセンブルク" でスタジオ・ライヴを行い、この映像はベルギー、ルクセンブルクとフランスで（翌年7月21日に日本でもNHKの「世界のワンマンショー」という番組で）放送されている。バック・バンドのメンバーは、セッションマンとして著名なリーランド・スカラー（ベース）、マイク・ベアード（ドラム）、当時はまだ共に無名に等しかったリー・リトナー（ギター）とデビッド・フォスター（キーボード）。
1976年1月2日、前年10月27日にルクセンブルクで収録されたスタジオ・ライブの映像がフランスで "Show Michel Polnareff" のタイトルでテレビ放送された。
アメリカ映画「リップスティック」の音楽を担当。サントラ盤のLPが発売された。日本ではポルナレフの写真が使われたジャケットに変更されていた。アレンジャーとしてポルナレフの他にデビッド・フォスターが参加。
1977年シングル「哀しみのエトランゼ (c/w 僕のマドモアゼル)」を発売。

### 1978年-1989年
共演アルバムを作りたいと喜多郎に要請する。しかし、喜多郎のスケジュールが合わずに実現しなかった。10月6日、税金問題（前述）の裁判で、責任はポルナレフにはなく、財務担当者にあると認められ、その男が税の支払いの義務を負うことになった。この法的な解決を受けて、ポルナレフは5年ぶりの帰国をし、直後にロサンゼルスに帰った。
1979年アルバム「美しきロマンの復活」を発売。日本ではシングル「愛のシンフォニー (c/w 美しき帰還)」、「天使の遺言 (c/w マジックマン)」を発売。「愛のシンフォニー」でベースを弾いているのはジャコ・パストリアスである。
4回目の来日コンサート・ツアーが行われる。
1981年アルバム「シャボンの中の青い恋 (原題： Bulles)」が発売されるが、日本ではシングル盤は発売されなかった。しかし、このアルバムはフランスでは80万枚を売り上げ、ヒット・チャートでトップにもなり、本国での人気の証となった。
1985年アルバム「アンコグニート（Incognito）」をフランスで発売。このアルバムの日本盤は2001年のCDリリースまで発売されなかった。
1988年ジェーン・バーキン主演の映画「アニエスv.によるジェーンb.（原題：Jane B. par Agnès V.）」にポルナレフの曲「愛の願い」が使用された。
この頃から約2年半に渡り、引きこもり状態となり、スイスとの国境に近いフランスの田舎町のマノワール（小規模ホテル）で隠遁生活を送る。後にパリのホテル、ロワイヤル・モンソーに転居。この間に次作アルバムの構想ができたと言われている。
1989年フランスでシングル「グッバイ・マリルー(Goodbye Marylou)」発売。前後して、過去の作品の一部がDisc AZ及びSony MusicからCD化発売される。

### 1990年以降
1990年アルバム「カーマスートラ (Kâma-Sutrâ)」発売。収録曲 "LNA HO" のアニメーションによるビデオ・クリップも公開された。
1992年フランスのテレビ局M6の番組 "Nouba" で、ポルナレフのインタビュー特集が放送された。帽子をかぶって椅子に座り、暗い部屋の中で過去の映像をテレビモニターで見ながらインタビューに答えるポルナレフの姿は、全編に渡って、背後からの映像のみであり、喋る声質も以前と違っているために、「本人ではないのでは？」、「何かポルナレフにあったのか？」などさまざまな憶測が生じた。
1994年、80年代末の隠遁生活の頃から患っていた両目の白内障の症状が進行し、視力がほぼ喪失した失明寸前状態になる。目の手術で水晶体が除去され、人工的に作られた眼内レンズを埋め込まれて、手術は成功した。
その後、ポルナレフはロサンゼルスに戻り、再度、ロサンゼルスでの生活を始めた。
1995年ロサンゼルスのウェスト・ハリウッドにあるナイト・クラブ「ロキシー・シアター」でコンサートを行う。この公演はライヴ録音され、翌年に "Live at the Roxy" のタイトルでCDが発売される。
1996年CD "Live at the Roxy" の発売前に、1時間のドキュメンタリー番組「A La Recherche de Polnareff（ポルナレフを探して）」が放映される。また、カリフォルニア砂漠の中でピアノで弾き語りをする姿を撮影したプロモーションフィルム「Polnareff dans la Désert」が制作され、公開されている。1997年Disc AZ時代の初期作品60曲を集めたコンピレーションCDボックス"Les Premières Anneés"がユニバーサルミュージックから発売され、続いて初期のアルバム３作がCD化される。
1999年パルプ、セント・エティエンヌらが参加したトリビュート盤が発売される。
ポルナレフ自身の久々のシングル「Je rêve d'un monde (When I'm In Love)（僕は一つの世界を夢見る）」が発表された。アルバム『ポルナレフ革命』がワーナーミュージックより再発売される。
2000年、ポルナレフの過去の音源のうち、ソニーミュージックがインターナショナルの発売権を保有していた75年代半ばから80年代までの作品がユニバーサルミュージックからリリースされるようになる。日本でもベストアルバムに次ぎ未CD化のアルバムの多くが翌年にかけて順次CD化された。90年代の作品や以後のシングルも、この後順次ユニバーサルミュージックからリリースされる。
2004年、自叙伝「Polnareff par Polnareff」がフランスで発売された。11月22日、90分のドキュメンタリー番組 "Michel Polnareff Dévoilé" がフランスのテレビ局フランス3で放送された。（翌年12月18日に再放送あり）
2006年12月、フランスでシングル「Ophélie Flagrant des Lits」発売。日本でも翌年この新曲を収録したベストアルバムの発売が予告されたが、発売中止となった。
2007年、3月2日、本国フランスでは34年ぶりとなるコンサートツアーをパリから開始。ツアーの名称は "Ze Tour 2007" と題された。バック・バンドにはトニー・マカパイン（ギター）、バニー・ブルネル（ベースおよび音楽監督）、ヴァージル・ドナティ（ドラム）ら、フュージョン・バンド「CAB」のメンバーが参加。フランス各都市のほか、ベルギー、スイスでも公演を行った。
3月2日のパリ公演はビデオ撮影とライヴ・レコーディングがなされ、同年12月に "Ze [re] Tour 2007" のタイトルでDVDとCDが発売されている。（但し、DVDもCDもコンサート完全収録ではなく、「バラ色の心」など一部の演奏曲が収録されていない。また、DVDとCDの収録曲も一部が違っている。）
アメリカでのグラミー賞に相当するフランスの音楽賞「ヴィクトワール音楽賞(ヴィクトワール・ドゥ・ラ・ミュジーク)」の名誉賞(Honorary Award)を受賞。パリでのコンサートの中で授賞式が行なわれ、その様子はテレビ局フランス2によってフランス国内で生中継された。
7月14日のパリ祭(フランス革命記念日)のイベントの1つとして、エッフェル塔を望むシャン・ド・マルス公園で、無料の屋外コンサートが行われた。会場には60万人が訪れ、コンサートの模様はフランスのテレビ局M6によってフランス国内で生中継がなされた。
2008年、ヴィクトワール音楽賞の年間コンサート部門賞(Musical Show, Tour or Concert of the Year)を2007年の "Ze Tour 2007" が受賞。
2009年、07年のツアー時のバック・バンドのメンバーたちのバンド「CAB」のアルバム「Théâtre de Marionnettes」が発表された。ポルナレフは1曲にのみピアノで参加。録音は前年の2008年。
2010年、8年前から交際中であった恋人のダニエラ(Danyellah)が12月28日に男児を出産し、ポルナレフが一児の父となったことが公表された。ポルナレフ66歳、ダニエラ27歳のカップルが話題になり、ポルナレフと妊婦姿のダニエラのツーショット写真がマスコミに公開された。男児はヴォロディア（Volodia）と名づけられた。ヴォロディアの名前の由来は、ポルナレフの父親の祖国・ウクライナでの一般的な男性の名であるウラジミール(Vladimir)の愛称である。
2011年2月、前年末に生まれた男児の父親はポルナレフではなかったことが、ポルナレフ自身によってFacebookおよびツイッターで発表された。ポルナレフによると、
「私の子供ではなかったことを告げなければならないのは非常に悲しい。何回も私が子供のDNA検査を主張したところ、ダニエラは真実を告白し、それは検査でも確認された。」
とのこと。ダニエラはポルナレフに真実を告白した後に、男児と共に失踪している。
11月7日、今までにポルナレフが担当した映画音楽を集めたアルバム“Le Cinéma de Polnareff”が発売された。
2013年5月7日、本人公認の写真集 "Le Polnabook" がフランスで発売された。
8月10日に異母兄のボリス・ポルナレフ（ブルガリアの科学者）がブルガリアにて91歳で亡くなったことがポルナレフ自身によって発表された。
2014年1月、過去のテレビ出演映像、ビデオクリップ、インタビュー映像を集めた2枚組DVD "Polnareff Classics Vintage" が発売された。
2011年に別れていたダニエラと和解。ヴォロディアとも再会。6月にドキュメンタリー映画 "Quand L'écran S'allume" が公開された。同映画は9月にベルギーで、10月にはフランスでテレビ放送された。
2014年内に新作アルバムを発売する予定が発表されたが、結局、2014年には発売されなかった。
2015年4月、ポルナレフはフランスの金融会社 Cetelem を名誉棄損で告訴。2011年よりCetelemはテレビ放送用のCMのシリーズで、ポルナレフに似せた人物を無許可で登場させていた。ポルナレフは100万ユーロの損害賠償を求めている。
フランスの中部の街・モンリュソンにあるミュージアム "MuPop" において、6月21日から12月31日までの間、"PolnaEXPO" と題されたポルナレフ展が開催され、コスチューム、私物、手稿、レコードが展示された。6月20日にはポルナレフも現地を訪問した。12月、翌年のツアーの日程が発表された。
2016年4月30日より9年振りのツアーを開始。バック・バンドにはブラッド・コール（音楽監督、キーボード）、ピーター・ソーン（ギター）、トニー・マカパイン（ギター）、レジー・マクブライド（ベース）、カート・ビスケラ（ドラム）らが参加。このツアーのクライマックスとなった革命記念日のオランピア劇場での公演が、アルバム"À l'Olympia 2016"として発売された。
2017年12月、51年間の音楽活動のほぼ全てを網羅した23枚組のCDセット「POP ROCK EN STOCK」を発売。法的な問題で収録できない"L'affreux Jojo"を除く全431トラックの内容には、過去のスタジオアルバム・シングル・EPに加え、日本以外で初発売となる"Polnareff à Tokio"を含むライブアルバム、さらに初商品化の1967年ローザンヌ、同年ダリダのオープニングアクトで登場したオランピア劇場、1973年のオランピア劇場、伝説となっている1975年のブリュッセルでのライブ、英語・スペイン語・イタリア語・ドイツ語の音源、デモ録音や別名での録音まで含まれる。

## 人物
- カールしたロングヘアーと大きなサングラスがトレードマークになっている。彼の瞳がこちらからは見えないほどの色の濃いサングラスをかけているのは、シャイな性格であることの他、白内障を患っていることも原因で、失明一歩手前の時点で手術を受けている。
- ポルナレフ曰く、「フランスと日本ではウケる曲が全く違っているのがおもしろい」。日本で大ヒットした「シェリーに口づけ」は本国フランスではアルバム未収録で、シングルB面として世に出ていた曲である。また、フランスで大ヒットして彼の代表曲となっている「天国への道 (On ira tous au Paradis)」、「僕は男なんだよ (Je suis un homme)」などは日本ではシングルとして発売されていない。セカンド・アルバムはフランスで名誉な賞を受賞するほど大ヒットし、シングル・カットされてヒット曲となった数曲が収録されているが、日本ではこのアルバムからシングルA面としてシングル・カットされた曲はない。
- 「哀しみの終わるとき」、「渚の想い出」、「愛の休日」、「哀しみのエトランゼ」などの作詞は、フランスで最も有名な作詞家であるジャン＝ルー・ダバディの作品である。なお、子息にあたるフロラン・ダバディは、サッカー日本代表監督だったフィリップ・トルシエのアシスタント、通訳を務めたことから、日本でも知られている。
- 「君との愛がすべて」の歌詞中には、当時のフランスではタブーとされていた単語が含まれていたことが問題視され、猥褻・過激・下品という理由でポルノとして扱われ、放送禁止に指定されている。後に、「午後10時までは放送してはいけない」と規制は緩和された。
- アルバム『カーマ・スートラ』では、マイク・オールドフィールドがギターを弾いているが、ポルナレフとは顔を合わせたことはない。レコーディングに参加していたベースのフィル・スパルディングが以前にマイクのバンドに参加した関係から、ポルナレフ不在のスタジオにマイクを連れてきて、冗談で収録したパートがそのまま使用された。
- 電子楽器などのテクノロジーにも深く興味を持ち、シンセサイザーやメロトロンをフランスではいち早くレコーディングに導入していた。（「シェリーに口づけ」の後半の転調した直後の2小節の間奏はメロトロンの音によるもの）
- ピアノの演奏は正規に教育を受けて習得したものであるが、ギターは独学である。ギターはアコースティックの12弦ギターを好んで使用している。「ノンノン人形」のプロモーション・フィルムや、来日公演時の「愛の休日」ではアコースティックの12弦ギターを弾いている。サード・アルバム「ポルナレフの世界」のジャケットはフェンダー社の6弦のアコースティック・ギターを弾く姿である。また、リゾネーター・ギターを使用する頻度も高い。1960年代から1980年代にはフェンダー社のリゾネーター・ギターを使用し、近年はディーン・ギターズ社のリゾネーター・ギター "Dean Chrome G Acoustic-Electric Resonator Guitar" を愛用している。ほとんどエレクトリック・ギターは使用しないが、2度目の来日時のNHKのテレビ番組出演時の「シェリーに口づけ」の演奏シーンでは（口パクであったが）、フェンダー社のストラトキャスターを使用していた。その他にもいろいろと楽器をこなすことが知られており、サード・アルバムに収録されている曲「コンピュータの夢」では自らが全ての楽器を演奏しているとポルナレフ自身が語っている。
- ライブでの定番となっている曲が「トランペット」である。トランペットの音色を真似てポルナレフが歌う曲で、スタンダード・ナンバー「サマー・タイム」を元にした曲である。この曲の最後でポルナレフは毎度、マイクをステージの床に叩きつけてマイクを破壊するのがお馴染みで、その後の曲の歌唱のための予備に、舞台の袖にシュア社の高額なマイクを数本用意している。
- 2000年代は、米国・カリフォルニア州のパーム・デザートに在住。日本から彼を訪ねてやってきた旅行者にフレンドリーに応対してくれるのが有名。
- 1972年の訪日時、「東京は空気が汚い。酸素ボンベを用意しろ。」と言い放ち、それを聞いた日本側スタッフは、大慌てで酸素ボンベを探し回り、入手した。翌年の来日時に宿泊したホテルの一室での浴衣を着て酸素ボンベを傍らに置いているポルナレフの写真がコンピレーション・アルバムに使用されている。
- 極真空手の有段者。本人の希望で、1972年の来日時には極真会館を訪問し大山倍達館長との会見も実現している。

## 来日公演

### 1972年
日本武道館（11月17、18日 ヤマハ第3回世界歌謡祭ゲスト出演）、東京郵便貯金会館（11月19日）、東京厚生年金会館 （11月20日）
11月20日の公演はライヴ・レコーディングされ、「ポルナレフ・ア・トーキョー」のタイトルで日本でのみ発売されていた。アンコールにて「ジェニ・ジェニ」などのロックンロールのスタンダード・ナンバーを演奏し、ジェリー・リー・ルイスの曲「火の玉ロック」の演奏はライヴ盤からシングル・カットされている。
バック・バンドはフランスのディナスティ・クリジス(Dynastie Crisis)。メンバーは Jacques Mercier（ギター、ボーカル)、Jacky Chalard（ベース）、Philippe Lhommet（キーボード）、Geza Fenzl（ドラム）の4人。日本武道館でのディナスティ・クリジスの演奏の録音は、2001年に発売されたコンピレーション・アルバム "Faust 72 + Live Tokyo Budokan" に収録されている。

### 1973年
東京厚生年金会館（6月8日 - 11日）、ANYA SIHALI名古屋市民会館（6月12日）、大阪厚生年金会館（6月13日）、フェスティバルホール（6月15日）、福岡市民会館（6月16日）、広島郵便貯金ホール（6月18日）、京都会館（6月20日）、大阪厚生年金会館（6月21日）、静岡駿府会館 （6月22日）、東京厚生年金会館 （6月23日）
バック・バンドは前年と同じくフランスのディナスティ・クリジス。メンバーは前年と同じ4人。帰国後、ドラマーが Celmar Engel に交代したが、その後に短期間で解散した。

### 1975年
6月 - 7月 福岡、大阪、静岡、東京、横浜、長野、名古屋、京都、倉敷、札幌、仙台。
6月23日 福岡市九電記念体育館、24日,25日 フェスティバルホール、26日 静岡駿府会館、27日,28日 日本武道館、30日 神奈川県立県民ホール、7月1日 長野市民会館、3日 名古屋市公会堂、4日 京都会館、5日 倉敷市民会館、6日 フェスティバルホール、8日,9日 北海道厚生年金会館、11日 宮城県スポーツセンター
バック・バンドはイギリスのプログレ・バンド、ウォーリー（2枚のアルバムを発表している。1作目「ウォーリー・ファースト」はリック・ウェイクマンとボブ・ハリスが共同プロデュース。1976年には活動を停止し、後にメンバー2人は死去。再結成後に更に2枚のアルバムを発表した）。

### 1979年
5月 7公演が予定されていたが中止・延期となる。（テニス中の指の怪我が原因とされている）
8月 - 9月 秋田、仙台、名古屋、東京、福岡、熊本、松山、高知、大阪、京都、札幌、金沢。
バック・バンドのメンバーは、Jean-Pierre Prévotat (ドラム、元・Triangle、ディナスティ・クリジスのベースの Jacky Chalard と Magnum というバンドを結成していたことがある。ジョニー・アリディのバック・バンドにも在籍したこともある。2011年1月27日に死去）、Reni Dall Anefe (ベース)、Bill Chiglione (キーボード)、Michel Goudri (ギター)

## ディスコグラフィ

### 日本盤シングル
日本でのシングルのみを記す（フランス本国でのシングルとは大きく異なる）。
- 1966年 「ノンノン人形」（テイチク盤）
- 1966年 「ラヴ・ミー・プリーズ・ラヴ・ミー」（テイチク盤）
- 1968年 「ラヴ・ミー・プリーズ・ラヴ・ミー」（日本コロムビア盤）
- 1969年 「悲しみの舞踏会」（日本コロムビア盤）
- 1969年 「うつりゆく日々」（日本コロムビア盤）
- 1969年 「追わないで」（CBSソニー盤）
- 1970年 「すてきなパリジェンヌ」（日本コロムビア盤）
- 1970年 「しあわせの足音」（CBSソニー盤）
- 1971年 「シェリーに口づけ」（EPIC／CBSソニー盤）
- 1971年 「愛の願い」
- 1972年 「哀しみの終わるとき」（同名映画「哀しみの終わるとき」の主題曲。B面はアルバム未収録曲で映画挿入曲であるピアノ・ソロ「カトリーヌの追憶」）
- 1972年 「愛のコレクション」
- 1972年 「渚の想い出」
- 1972年 「愛の休日」
- 1973年 「愛の伝説」
- 1973年 「忘れじのグローリア」
- 1973年 「僕はロックンローラー」
- 1973年 「火の玉ロック」
- 1974年 「悲しみのロマンス」
- 1974年 「悲しきマリー」
- 1974年 「大乱戦のテーマ」
- 1975年 「青春の傷あと」
- 1976年 「リップスティック（Lipstick）」（同名映画リップスティックのサウンドトラック盤）
- 1977年 「哀しみのエトランゼ」
- 1979年 「愛のシンフォニー」
- 1979年 「天使の遺言」
- 2000年 「シェリーに口づけ」
- 2023年 「ノンノン人形／可愛いヴェロニック」 (限定復刻盤；Universal Music Japan)

### 日本盤アルバム
日本において発売されたアルバムを記す。
- 1969年 「ゴールデン / ミシェル・ポルナレフの世界」（日本コロムビア盤）
- 1969年 「バラ色の心 /ミシェル・ポルナレフの世界」（日本コロムビア盤）
- 1971年 「愛と青春のトルバドゥール〜ポルナレフ1（Polnareff）」
- 1971年 「フレンチ・ポップスのスーパースター〜ポルナレフ2（Polnareff 2）」
- 1972年 「ポルナレフの世界〜ポルナレフ3（Polnareff's）」(4チャンネル盤。9曲目「神父様の結婚式」は、フランス盤とはミックスが大きく異なる。)
- 1972年 「ポルナレフ・ナウ〜ポルナレフ4」（日本編集盤）
- 1972年 「ゴールド・ディスク」（コンピレーション盤）
- 1973年 「ポルナレフ・ア・トーキョー（Polnareff A Tokio）」（日本でのみ発売のライブ盤）
- 1973年 「ポルナレフ革命（Polnarêve）」
- 1973年 「ギフトパック・シリーズ」（コンピレーション盤）
- 1974年 「大乱戦（La Folie Des Grandeurs）」（同名映画のサウンドトラック盤）
- 1974年 「熱狂のオランピア（Polnarévolution）」（ライブ盤）
- 1974年 「ポルナコレクション」（日本編集盤）
- 1975年 「ポルナレフU.S.A.（Michel Polnareff / Fame A La Mode）」（リー・リトナー参加。2001年発売のCDは「星空のステージ」に改題）
- 1976年 「リップスティック（Lipstick）」（同名映画のサウンドトラック盤）
- 1979年 「美しきロマンの復活（Coucou Me Revoilou）」
- 1981年 「シャボンの中の青い恋（Bulles）」
- 1985年 「アンコグニート（Incognito）」（日本盤は2001年にCDで初発）
- 1990年 「カーマ・スートラ（Kâma Sûtra）」（マイク・オールドフィールド、フィル・スパルディング参加）
- 1999年 「ミッシェル・ポルナレフ・トリビュート（a tribute to POLNAREFF）」（日本盤トリビュートアルバム。発売元：東芝EMI）
- 2000年 「シェリーに口づけ〜ベスト・オブ・ミッシェル・ポルナレフ（La Meilleur de Michel Polnareff）」（日本独自コンピレーション盤）
- 2001年 「羽根の生えた蛇の逆襲（La Vengeance du Serpent à Plumes）」（同名映画のサウンドトラック盤）
- 2004年 「ポルナレフ・ベスト（Michel Polnareff Best）」（日本独自コンピレーション盤）

### フランス盤アルバム
本国フランスにおいて発売されたアルバムを記す。
- 1966年 Michel Polnareff (Love Me Please Love Me)
- 1968年 Volume 2 (Le Bal des Laze)
- 1970年 Les Trois Mousquetaires
- 1971年 Polnareff's
- 1971年 La folie des grandeurs
- 1972年 Polnarévolution
- 1974年 Polnarêve (Michel Polnareff)
- 1975年 Fame à la mode
- 1976年 Lipstick
- 1978年 Coucou me revoilou
- 1981年 Bulles
- 1982年 Show télé 82 / Public
- 1984年 La vengeance du serpent à plumes
- 1985年 Incognito
- 1990年 Kâma-Sûtra
- 1996年 Live at the Roxy
- 2007年 Ze [re] tour 2007
- 2016年 À l'Olympia 2016
- 2018年 Enfin!

注：1960年代から1970年代初期のフランスでは、4曲入りEP盤でのレコード販売が主流だった為に、ポルナレフの曲ではEP盤に収録されながらもアルバム未収録の曲が多数ある。彼のフランスでのデビュー曲「ノンノン人形」もEP盤だった。

### 参加作品
- 1971年 エディ・ミッチェル "Rock'n Roll" - 8曲目 "Pneumonie Rock et Boogie Woogie Toux" のみにピアノで参加。
- 2004年 ジョニー・アリディ "Palais des Sports 1971" - 1971年9月24日の公演にピアニストとしてサプライズ出演した時のライブ音源。
- 2009年 CAB "Théâtre De Marionnettes" - 6曲目 "Just Do It" のみにピアノで参加。

### ブートレグ
- "Lausanne 1967" --- 1967年にスイスのローザンヌでのライヴがラジオ放送されたものが音源のCD。10曲収録。"Polnareff a Lousanne"、 "Love Me" という別タイトルで同内容のものも存在する。
- "Live 1970" --- CD2枚組。1970年1月14日パリ・オランピア劇場、1970年9月10日と1970年9月20日カンブレー、1970年8月3日ラ・ボールのそれぞれライブがテレビ放送、ラジオ放送されたものが音源。35曲収録。
- "Musicorama 1966 - 1972" --- ラジオ放送されたライヴ音源を集めたCD。1966年10月30日のパリ・オランピア劇場でのライヴ音源が4曲、1970年9月10日のカンブレーでのライヴ音源が3曲、1972年9月10日のカンブレーでのライヴ音源が6曲収録されている。同内容でジャケット違いの "Live Musicorama 1966-1972" というタイトルのブートレッグも存在する。
- "In Italia" --- イタリア語バージョンを10曲集めたCD。ボーナストラックとして追加収録されている5曲は通常のフランス語バージョン。同内容でジャケット違いの "En Italie" というタイトルのブートレッグも存在する。
- "Polnarévolution Olympia 1972" --- 1972年10月のパリ・オランピア劇場でのライヴの1公演（録音日不明）の完全版CD。16曲収録。オーディエンス録音。
- "French TV 1972" --- 1972年1月6日にフランスの公共テレビ局ORTFで放送されたドキュメンタリー番組 "A Bout Portant" の映像をコピーしたDVD-R。以前に日本で『ミッシェル★ポルナレフ』のタイトルで発売されていたビデオソフトと同内容。別ジャケットで "French Documentary 1972" のタイトルの同内容ブートレッグも存在する。なお、これと同じ映像は2014年に公式に発売された2枚組DVD "Polnareff Classics Vintage" に収録されている。
- "Polnareff a Tokio" --- オフィーシャルで発売されていた1972年の東京公演のライヴ盤LP "Polnareff a Tokio" をCDにしたもの。ジャケットにはQuadraphonicと書かれているが、これは虚偽である。
- "Polnareff a Tokio" --- 同じく、1972年の東京公演のライヴ盤LP "Polnareff a Tokio" をCDにしたもの。ボーナストラックとして1曲 "Mademoiselle de" (スタジオ録音でシングルのB面の曲)が追加されている。
- "Live in Japan 一番" --- ライヴ盤LP "Polnareff a Tokio" が音源。但し、盤はCD-R。
- "Osaka, Festival Hall, 15 June 1973" --- 1973年6月15日の大阪公演の抜粋のCD。9曲収録。オーディエンス録音。
- "Tokyo 1973" --- 1973年の東京公演を東京12チャンネルがテレビ放送した番組「ミッシェル・ポルナレフ / ロックンロール 熱狂のライブステージ」の音声のみをCDにしたもの。
- "TV Show in Japan 1973" --- 1973年の来日時に出演したNHKの番組「世界の音楽」の音声のみをCDにしたもの。但し、くちパクであった「シェリーに口づけ」と、佐良直美の歌唱した「哀しみの終わるとき」は収録されていない。
- "Samedi Soir 1973" --- 1973年にフランスのテレビ番組 "Samedi Soir" に出演した時の映像をコピーしたDVD-R。トークや即興演奏などが行なわれている。51分。
- "French TV 1973" --- 1973年にフランスのテレビ番組 "Samedi Soir" に出演した時の映像をコピーしたDVD-R。7曲のビデオ・クリップがボーナス・トラックとして追加されている。
- "Sapporo 1975" --- 1975年7月9日の札幌でのライヴのオーディエンス録音のCD。17曲収録。同内容のものに "Polnareve in Japan" など数種類のタイトル違いのものが存在する。
- "Belgium 1975" --- 1975年10月26日、ベルギーのブリュッセルでのライブのオーディエンス録音のCD。21曲収録。同内容のものに "Polnarescape Live", "Brussels Affair 1975" など数種類のタイトル違いのものが存在する。
- "Made in Japan" --- CD2枚組。1979年8月31日の東京公演の全曲を収録。また、その公演では演奏されなかった同年9月11日、12日の東京公演の演奏曲を追加した内容。全曲、オーディエンス録音。
- "A la Recherche de Polnareff" --- 1999年にフランスでテレビ放送された同名番組の映像をコピーしたDVD-R。
- "Polnaresurrection ZE Tour 2007" --- CD2枚組。2007年3月3日のパリ公演の完全版。26曲収録。オーディエンス録音。
- "Bordeaux, Patinoire de Meriadeck, 20.06.2007"  --- CD2枚組。2007年6月20日のボルドー公演のオーディエンス録音。23曲収録。
- "Le 14 Juillet Paris Concert" --- 2007年7月14日のパリ、シャン・ド・マルス公園における屋外コンサートの録音。フランスのテレビ局M6がテレビ放送した映像が音源。13曲とインタビューを含んでいる。映像版のブートレッグ(DVD-R)も存在する。

## 音楽制作活動

### 映画
- 1970年 『L'indiscret』（フランソワ・レシャンバック監督のスイス映画）
- 1971年 『Ça n'arrive qu'aux autres (哀しみの終わるとき)』（ナディーヌ・トランティニャン監督のフランス映画）
- 1971年 『La Folie Des Grandeurs （大乱戦）』 （ジェラール・ウーリー監督のフランスのコメディ映画）
- 1974年 『Les trois mousquetaires （三銃士）』（ジョン・ハラスとフランコ・クリストファニ共同監督のアニメ映画）
- 1976年 『Lipstick （リップスティック）』（ラモント・ジョンソン監督のアメリカ映画）
- 1984年 『La vengeance du serpent à plumes』（ジェラール・ウーリー監督のコメディ映画）

### テレビドラマ
- 1970年 『La pomme de son œil』 - 音楽担当。（外交官の娘ベアトリスのミュージカルアドベンチャー。フランソワ・ヴィリエ監督、ジャン＝ピエール・オーモン脚本）

## カバー

### ミッシェル・ポルナレフ自身
イタリア語
- 「ノンノン人形」- イタリア語バージョンのタイトルは "Una Bambolina Che Fa No No No"
- 「愛の願い」- イタリア語バージョンのタイトルも "Love Me Please Love Me"。フランス語のオリジナル版にはボーカルの音声の歪みがあったが、イタリア語バージョンではその問題が解決されている。
- 「君との愛がすべて」- イタリア語バージョンのタイトルは "L'amore Con Te"
- 「バラ色の心」- イタリア語バージョンのタイトルはフランス語のオリジナル版と同じ "Ame Caline"
- 「シェリーに口づけ」- イタリア語バージョンのタイトルは "Cherie Cherie"
- 「渚の想い出」- イタリア語バージョンのタイトルは "Un Amore Fà"
- 「ぼくは蟻の王様」- イタリア語バージョンのタイトルは "La Tribù (Il Circo)"
- 「君は友達」- イタリア語バージョンのタイトルは "La Ragazza Ta Ta Ta"
- 「夜の鳥と一緒に」- イタリア語バージョンのタイトルは "L'usignolo"
- 「ビートニク」- イタリア語バージョンのタイトルは "La Lezione del Capellone"

　（イタリアでは1974年にイタリア語バージョンの8曲を含む全12曲のLPレコード "Michel Polnareff" が発売されている。2013年に限定盤として復刻発売されている。イタリア語バージョンはオリジナルのフランス語バージョンのボーカル部分のみの差し替えが基本であるが、「ビートニク」は演奏部分にミックス違いがあり、曲の長さもイタリア語バージョンのほうが長い）
ドイツ語
- 「ノンノン人形」 - ドイツ語バージョン "Meine Puppe Sagt Non" が存在し、シングルはドイツでのみ発売。プロモーション・フィルムも制作されている。
- 「渚の想い出」 -  ドイツ語バージョン "Sonne, Wind Und Meer" のシングルをドイツでのみ発売。B面は「シェリーに口づけ」のドイツ語バージョン "Komm, Schön Ist Die Welt"。
- 「愛の願い」
- 「君との愛がすべて」 - ドイツ語バージョンのタイトルは "Ich will Dich lieben"。

スペイン語
- 「ノンノン人形」- スペイン語バージョン "Muñeca Que Hace No" が存在し、4曲入りEP盤がスペインでのみ発売されている。他の収録曲は「僕のベロニク」、「ビートニク」（共にフランス語バージョン）と、「君に捧げるバラッド」のスペイン語バージョン "Lo Que Busco Está En Tí"。
- 「渚の想い出」- スペイン語バージョン "Todos Los Barcos Los Pájaros Y El Sol" が存在し、シングル盤がスペインでのみ発売されている。B面はオリジナルのフランス語での「ステキなランデブー」。

英語
- 「No, No, No, No, No」- 「ノンノン人形」を英語に改題してプロモーション・シングルがラジオ局に配布されたが、歌唱は原曲のフランス語である。

その他
- 「トランペット」 - ジョージ・ガーシュウィン作曲のスタンダード・ナンバー「サマータイム」のアレンジ。ポルナレフはトランペットの音を真似した歌声で歌っている。
- 「ロック・マイ・ソウル」 -  ピーター・ポール&マリーの1964年の曲 "Oh, Rock My Soul" のカバー。ポルナレフの1960年代のライヴでは頻繁に歌われていた。
- 「She Taught Me To Yodel」 - Frank Ifieldが1962年にヒットさせたヨーデル風の曲のカバー。1968年〜1971年頃のライヴで歌われていた。
- ポルナレフのライヴのアンコールでは「火の玉ロック」、「ジェニ・ジェニ」をはじめ、「ビー・バップ・ア・ルーラ」などのロックン・ロールのスタンダード・ナンバーが好んでカバーされていた。

### 他アーティストによるカバー
フランス
- Les Charlots 「君との愛がすべて」(1967年) - EP盤『Les Plaies-Bois』に収録。曲のタイトルを "L'amour avec toé" としたパロディにしている。コンピレーション盤『Anthologie Vol. 1』(1999年)、『Best of 3 CD』(2012年)にも収録。ライヴ盤『Les Charlots à l'olympia』(1967年) にも収録されている。
- Le Grand Orchestre de Guy Pedersen 「人生は星の流れ」(1967年) - アルバム『Succès vol. 1』に収録。同アルバムのスペイン盤『"Sucesos" Nº 1』(Guy Pedersen y Su Gran Orquesta の名義)では "¿Bajo Que Estrella He Nacido?" のタイトルになっている。
- Les Leopards 「僕は男なんだよ」(1972年) - アルバム『Les Leopards』に収録。
- レジーヌ 「タムタム」(1978年) - "J'En Ai Marre" のタイトルでアルバム『Jackpot』に収録。
- ジョニー・アリディ 「ノンノン人形」(1980年) - アルバム『À Partir de Maintenant』に収録。
- アンドレ・ヴェルシュラン 「素敵なランデブー」(1981年) - コンピレーション・アルバム『Le Coffret D'Or D'André Verchuren』に収録。アコーディオン奏者。
- アンジュ 「ラース家の舞踏会」(1982年) - フランスの国民的ロックバンドによるカバー。シャンソン、フレンチ・ポップスをカバーしたアルバム『A Propos De...』に収録。ライヴDVD『Anthologie - Seve Qui Peut Tour』ではライヴ映像が収録されている。また、アンジュのリーダーであるクリスチャン・デカン(Christian Décamps)のソロ・コンサートや、その息子でありアンジュのメンバーでもあるトリスタン・デカン(Tristan Décamps)のソロ・コンサートでもこの曲が取り上げられている。
- Carole Rowley 「シェリーに口づけ」(1989年) - シングル盤に2つのバージョンを収録。
- ティエリ・アザール 「シェリーに口づけ」(1990年) - アルバム『Pop Music』に収録。
- ル・クリ・デ・ラ・ムーシュ 「つけぼくろ」(1991年) - アルバム『Insomnies』に収録。
- アナイス 「君との愛がすべて」(1991年) - アルバム『L'étudiante』に収録。シングル盤としても発売され、フランスでヒットした。
- レザンフォワレ 「天国への道」(1995年) - アルバム『Les Enfoirés À L'Opéra Comique』に収録。シングル・カットもされている。フランスのアーティストたちによるチャリティ・イベントのライヴ盤。レザンフォワレの他のアルバムでも、ポルナレフの曲が取り上げられている。
- Pow woW 「愛の願い」(1995年) - アルバム『Quatre』に収録。ア・カペラで歌唱。
- Teddy Laventure 「ノンノン人形」(1995年) - アルバム『Des Filles et Des Garçons』に収録。
- ジェラール・ルノルマン 「ラース家の舞踏会」(1996年) - アルバム『Les Plus Belles Chansons Françaises』に収録。
- ミレーヌ・ファルメール 「ノンノン人形」(1997年) - Khaled とのデュエットのシングル盤を発表。ライヴ・アルバム『Live Bercy』にも収録。
- アンドシーヌ 「君の幸福と僕の悔恨」(1997年) - ライヴ・アルバム『Indo Live』に収録。
- Jean Luc Lahaye 「人生は星の流れ」(1997年) - シングル "Doo Doo"に収録。
- フローラン・パニー 「ノンノン人形」(2001年) - アルバム『2』に収録。
- シルヴィ・バルタン 「愛の休日」- コンピレーション・アルバム『あなたのとりこ 〜 シルヴィ・バルタン・ベスト・コレクション』(2002年)に収録。
- Air 「コンピューターの夢」、「ポルナレフ革命」(2002年) - アルバム『Deck Safari (Part 1)』に収録。
- ジョナタン・セラーダ 「哀しみのエトランゼ」(2003年) - シングル "Je Voulais Te Dire Que Je T'attends" のB面にライヴ録音を収録。
- ジョナタン・セラーダ、他 「愛の願い」(2003年) - フランスのテレビ局・M6で放送されたドラマ「 A La Recherche De La Nouvelle Star - 1ers Tubes」の同名サントラ盤に収録。
- パスカル・オビスポ 「ラース家の舞踏会」他 (2004年) - アルバム『Studio Fan - Live Fan』にてポルナレフの曲を7曲カバー。また、1994年のアルバム『Un Jour Comme Aujourd'Hui』では「愛の休日」をカバーしている。
- Marina Celeste (2005年) - アルバム『Acidulé』に収録されている "Bulle" という曲では、ポルナレフのアルバム『Bulles』からの引用をしている。
- ジュリー・ゼナッティ 「哀しみのエトランゼ」(2005年) - オムニバス・アルバム『500 Choristes avec...』に収録。タイトルは "Lettre à France (Version Chorale)" となっている。
- Star Academy 6 「渚の想い出」他 (2006年) - トリビュート・アルバム『Chante Michel Polnareff』を発表。
- Aldo Romano / Baptiste Trotignon / Rémi Vignolo 「愛の願い」(2006年) - アルバム『Flower Power』に収録。ジャズのインストルメンタル。
- Patrick Péronne 「ラース家の舞踏会」他 (2007年) - ジャズ・ピアニスト。ピアノ・ソロでポルナレフの曲を20曲演奏したアルバム『Polnarêves』を発表。2011年には同アルバムから最後の1曲を削除してジャケットを変更し、タイトルを『Joue Michel Polnareff』としたものが発表されている。
- ファビエンヌ・デラソル 「僕は蟻の王様」(2007年) - アルバム『Between You and Me』に収録。
- Opium Du Peuple 「僕は男なんだよ」(2007年) - アルバム『Sex, Drugs & Variété』に収録。「天国への道」も別アルバムでカバーしている。
- David Laloue 「バラ色の心」他 (200年) - トリビュート・アルバム『Polnarevolounge』にてポルナレフの12曲をカバー。
- Les Rolling Bidochons 「ノンノン人形」(2008年) - アルバム『Made in Japan』に収録。
- スティーヴ・エスタトフ 「今夜はきみだけ」(2008年) - アルバム『Le Poison Ideal』に収録。
- ジュリー・ピエトリ 「哀しみのエトランゼ」(2008年) - アルバム『De Julie à Julie Pietri - L'Amour Est En Vie』に収録。
- ローラン・ヴルズィ 「君との愛がすべて」(2008年) - アルバム『Recollection』に収録。
- カルテ・ブランシュ「哀しみのエトランゼ」(2011年) - 12インチEP盤『White Man on the Moon』に収録。DJ MehdiとRitonのユニットである。
- Benoît Maréchal, Lenou Crombet 「愛の願い」(2011年) - フランスのテレビ局・フランス2で放送されたドラマ「La Nouvelle Blanche-Neige」の同名サントラ盤に収録。
- Joli Dragon 「ノンノン人形」(2011年) - 4曲入りEP盤『La Poupée Qui Fait Non』に "La Poupée Qui Fait Non (Radio Version)", "The Doll That Says No (St Etienne Edit)", "La Poupée Qui Fait Non (Extended Club Version)", "The Doll That Says No (Extended Club Version)" の4つのバージョンを収録。2つの "The Doll That Says No" は英語で歌唱。
- Malik Alary 「ノンノン人形」(2011年) - "La Poupée Qui Fait Non (Single Edit)" のタイトルでアルバム『La Musique du Faubourg by Malik Alary』に収録。
- ジャン・ピエール・ダネル 「ノンノン人形」(2011年) - アルバム『Guitar Anthology - Les 100 plus Grands Tubes』に収録。多くのオムニバス・アルバムにも収録。アルバム『Guitar Playback Connection vol.3 - 16 Backing Tracks for Guitar』(2012年)には別テイクが収録されている。ギタリストによるインストルメンタル。
- シルヴァン・コセット 「愛の願い」(2011年) - アルバム『Rendez-vous』に収録。
- Roméo Praly 「ノンノン人形」(2012年) - アルバム『Bananaparty』に収録。
- The Professional DJ 「愛の願い」(2012年) - "Love Me, Please Love Me (feat. Danny Supply)" のタイトルで『Slow Ballads』に収録。"Love Me, Please Love Me (Great Retro Ballad) [feat. Danny Supply]" のタイトルでアルバム『French Mix』(2014年)に収録。
- Vincent Heden 「愛の願い」(2012年) - オムニバス・アルバム『Salut Les Copains - Le Spectacle Musical』に収録。ミュージカル "Salut Les Copains" のCD化。
- Sylvain Luc 「グッバイ・マリルー」(2012年) - アルバム『Standards』に収録。
- The Apaches 「ノンノン人形」(2013年) - アルバム『Les Grandes Chansons à la Guitare』に収録。インストルメンタル。
- アマンディーヌ・ブルジョワ 「愛の願い」(2013年) - アルバム『Au Masculin』に収録。女性歌手。
- Luigi Stephensen 「ラース家の舞踏会」(2013年) - シングル "Le Bal des Lazes (tribute to Michel Polnareff)" として発売。
- Fabian Laumont 「グッバイ・マリルー」(2013年) - シングル "Goodbye Marylou" として発売。コンピレーション・アルバムにも収録されている。
- Damien Straker 「愛のシンフォニー」他(2013年) - ポルナレフの曲のカバー・アルバム『Polnaclassiques』を発表。
- Relaxing Piano Music 「愛の願い」(2014年) - アルバム『Pura Musica Classica vol.2』に収録。4分3秒の曲の前半が「愛の願い」で、後半には「渚の想い出」が演奏されている。ピアノ・ソロ作品集。
- Olivier Robin - The Reels 「ノンノン人形」(制作年不詳) - シングル盤として発表。
- Olivier Robin 「愛の願い」(制作年不詳) - 4曲入りEP盤『Love Me, Please Love Me』に収録。ギリシャ製のシングル盤も存在する。
- Jean Pâques 「愛の願い」(制作年不詳) - コンピレーション・アルバム『Piano Bar Hits vol.16』、『Rendez-vous Piano Bar vol.4』などに収録。ジャズ・ピアニスト。
- エマーブル 「君は友達」(制作年不詳) - コンピレーション・アルバム『Je Préfère Naturellement...』に収録。アコーディオン奏者。
- Marcel Pastelot et Son Ensemble 「天国への道」(制作年不詳) - アルバム『Accordeon Succes Vol. 2』に収録。アコーディオン奏者。
- レーモン・ボワスリー 「愛の願い」(制作年不詳) - 4曲入りEP盤『4 Succès』に収録。アコーディオン奏者。
- エクトール・デルフォス 「愛の願い」(制作年不詳) - アルバム『Essentiel Accordéon vol.14』に収録。アコーディオン奏者。
- リチャード・クレイダーマン 「想い出のシンフォニー」(制作年不詳)
- リチャード・クレイダーマン 「愛のシンフォニー」(制作年不詳)
- ジャック・デュトロン 「君との愛がすべて」 (1966年) - コンサートで歌唱。アルバムなどには収録なし。

ベルギー
- ポリフォニック・サイズ 「シェリーに口づけ」(1989年) - アルバム『The Overnight Day』に "Tout Tout (Pour Ma Chérie)" のタイトルで収録。
- ビヴァリー・ジョー・スコット 「ノンノン人形」(2005年) - アルバム『Cut & Run』に収録。アメリカ出身の女性シンガー。
- Laïs 「愛のコレクション」(2006年)- アルバム『Documenta』に収録。
- ヴィヴ・ラ・フェット 「愛の願い」(2007年) - アルバム『Jour de Chance』に2つのバージョンを収録。
- ザ・ブラック・タータン・クラン 「ノンノン人形」(2010年) - "La Poupée" のタイトルで『The Loyal Men』に収録。

ドイツ
- トニー・マーシャル 「愛の願い」(1966年) - シングル盤として発表。コンピレーション・アルバム『Wenn Du Allein Zu Hause Bist』(1972年)にも収録。ドイツ語で歌唱。ドイツ語の訳詞はエルンスト・バーダー。
- Michael Holm 「愛の伝説」(1975年) - アルバム『Wenn Ein Mann Ein Mädchen Liebt』に収録。ドイツ語で歌唱。
- Ady Zehnpfennig 「愛の願い」(1986年) - アルバム『Die Schönsten Melodien Aus Frankreich』に収録。電子オルガン奏者。
- Tauchen - Prokopetz 「愛の願い」(1983年) - アルバム『DÖF』に "Love Me" のタイトルで収録。1984年にはユニット名を DÖF に改名した上でシングル "Love Me" として発売。アルバム『CODO... düse im Sauseschritt』にも収録。
- Peter Maffay 「ノンノン人形」（1996年）- アルバム『Sechsundneunzig』にドイツ語バージョン "Siehst du die Sonne" として収録。アコースティック・バーションも収録されている。アルバム『Heute Vor Dreissig Jahren』(2001年)では弦楽奏バージョンで収録。ドイツ語で歌唱。
- Tempo 「ノンノン人形」(2004年) - コンピレーション・アルバム『Sie Verlassen Den Amerikanischen Sektor 1978-1982: Die Kleine Geschichte Einer Kleinen Band Zwischen Punk Und Pop』に未発表曲として収録。
- Danielle 「ノンノン人形」 (2005年) - "La Poupée" のタイトルにてEP盤で発表。4種の異なるバージョンが収録されている。
- ヴィブラヴォイド 「ノンノン人形」 (2013年) - アルバム『Delirio Dei Sensi』に収録。
- ステレオ・トータル「シェリーに口づけ」(2014年) - コンサートで演奏。アルバムなどには収録なし。

イタリア
- クエッリ 「ノンノン人形」（1966年）- ポルナレフによるイタリア語バージョン "Una Bambolina Che Fa No No No" をカバーし、3作目のシングルとして発表している。このバンドは後にイタリアを代表するプログレッシブ・ロック・バンドとなるプレミアータ・フォルネリア・マルコーニ（PFM）の前身にあたる。また、同バンドは1967年にシングル "Per Vivere Insieme" のカップリング曲として、ポルナレフの "君は友達 (Ta Ta Ta)" のイタリア語バージョン "La Ragazza Ta Ta Ta" を発表している。バンドがPFMになった後も、コンサートにおいて「ノンノン人形」が演奏されていた時期がある。
- ロケッティ　「ノンノン人形」（1966年）- イタリア語バージョン "Una Bambolina Che Fa No No No" をカバー。シングル盤 "Ha Ha" のB面として発表。
- Le Cugine「愛の願い」(1966年) - シングルのA面として発表。イタリア語で歌唱。
- Europa 「ノンノン人形」(1979年) - シングルのA面として発表。イタリア語バージョン "Una Bambolina Che Fa No, No, No" のカバー。
- Luti Chroma 「ノンノン人形」(1980年) - シングル "Siamo Tutti Dracula" のB面に "La Bambolina" のタイトルで収録。同年のアルバム『Luti Chroma』にも収録。
- Seven Orchestra 「ノンノン人形」(1981年) - "Una Bambolina (Che Fa No, No, No...)" のタイトルでシングルA面として発表。
- イヴァン・カッタネオ 「ノンノン人形」（1983年）- イタリア語バージョン "Una Bambolina Che Fa No No No" をカバー。エレポップ調に編曲して歌唱。カヴァー・アルバム『BANDIERA GIALLA』に収録。
- Laser 「ノンノン人形」(1983年) - アルバム『Dancing Suite / Soft Suite』に収録。
- Jennifer Flou 「愛の願い」(1984年) - シングル "Jenifer Juniper" のB面に収録。インストルメンタル。Antonella Pepeの変名。
- ミロ 「ノンノン人形」(1990年) - アルバム『W La France』に収録。
- ミーナ 「愛の願い」(1991年) - アルバム『Caterpillar』に収録。
- Tom Dick & Harry 「愛の願い」(1995年) - 異なる4バージョンを収録した4曲入り12インチEP盤を発表。
- Tiny Tot 「ノンノン人形」(1996年) - "La Bambolina" のタイトルで数種類のリミックス・シングル盤を発表。
- Antonio & Marcello 「ノンノン人形」(1996年) - "Una Bambolina Che Fa No No No" のタイトルでアルバム『Ballando, Ballando...』に収録。
- ガブリー・ポンテ 「ノンノン人形」（2004年）- イタリア語バージョン。アルバム『Dottor Jekyll & Mister DJ』に "La Bambolina" のタイトルで収録。
- Bossasonic 「シェリーに口づけ」(2008年) - アルバム『Club Life』に収録。
- DJ Maxwell 「ノンノン人形」(2010年/2011年) - "La Bambolina (Ritiro Patente Mix)" のタイトルでアルバム『Trust No One』に収録。"La Bambolina (Intro Mix)" のタイトルでアルバム『Trust No One Part II』に収録。
- Salvo Nicolosi 「ノンノン人形」(2012年?) - "Bambolina Che Fa No No" のタイトルでアルバム『Fantastico』に収録。イタリア語での歌唱であるが、ポルナレフによるイタリア語版とは違う歌詞である。

スペイン
- ブルーノ・ロマス 「愛の願い」(1966年) - 4曲入りEP盤『Es Mejor Dejarlo Como Está』に "Love Me Please Love Me (Vida, Mi Vida)" のタイトルで収録。コンピレーション・アルバム『Para Siempre - 60 Aniversario』(2002年)にも収録。スペイン語で歌唱。
- Maria Dolores「ノンノン人形」(1966年) - "La Muñeca Que Hace No (La Poupee Qui Fait Non)" のタイトルで4曲入りEP盤『La Muñeca Que Hace No』に収録。スペイン語で歌唱。
- Los Sprinters「ノンノン人形」(1966年) - "La Muñeca Que Hace No (La Poupée Que Fait Non)" のタイトルで4曲入りEP盤『La Muñeca Que Hace No』に収録。スペイン語で歌唱。
- Luisita Tenor Y Francisco Heredero 「愛の願い」(1966年) - 4曲入りEP盤に収録。Luisita Tenor がスペイン語で歌唱。
- Miguel Ramos Y Su Organo Hammond 「君は友達」(1967年) - 4曲入りEP盤に収録。ポルトガル製のEP盤(1967年)では「君は友達」以外の3曲が違う曲になっている。Miguel Ramos はハモンドオルガン奏者。
- Lluís Olivares 「愛の願い」(1967年) - "Crido, Et Crido (Love Me, Please Love Me)" のタイトルで4曲入りEP盤『Quan Surti El Sol』に収録。スペイン語で歌唱。
- The Rocking Boys 「君との愛がすべて」(1967年) - "Loco Por Ti (L'amour Avec Toi)" のタイトルで4曲入りEP盤『Dejala Dormir』に収録。コンピレーション盤『The Rocking Boys Vol.5』(1987年)にも収録。
- Los Bohemios 「君は友達」(1967年) - 4曲入りEP盤『Canciones Para Bailar』に収録。スペイン語で歌唱。
- Los Lord's 「愛の願い」、「ノンノン人形」(1967年) - 4曲入りEP盤『Love Me, Please Love Me』に収録。「愛の願い」のタイトルは "Love Me, Please Love Me (Vida, Vida Mia)"、「ノンノン人形」のタイトルは "La Muñeca Que Hace No (La Poupée Qui Fait Non)" となっている。どちらもスペイン語で歌唱。
- Grupo 15 「君は友達」他(1967年) - アルバム『Grupo 15』に2曲を収録。「君との愛がすべて」は "Loco Por Ti"のタイトルで、「君は友達」はそのまま "Ta Ta Ta Ta" のタイトルになっている。「君との愛がすべて」は4曲入りEP盤『Loco Por Ti』(1967年)、「君は友達」は4曲入りEP盤『Ta Ta Ta Ta』(1967年)にも収録されている。4曲入りEP盤『Cuando Sea Un Sesenton』(1967年)には「バラ色の心」が "Alma Cariñosa" のタイトルで収録されている。以上のポルナレフの3曲は1969年のコンピレーション・アルバム『En Mallorca』にも収録。すべてスペイン語で歌唱。
- ニルダ・フェルナンデス 「想い出のシンフォニー」(1999年) - アルバム『Mes Hommages』に収録。
- バカラ 「愛の願い」(2005年) - コンピレーション・アルバム『Grand Collection』および『Singles Collection』(2006年)に収録。スペイン語で歌唱。

オランダ
- ウィルケ・アルベルティ 「愛の願い」(1966年) - シングル "Als Vrouw" のB面に "Rozen, Tien Rozen" のタイトルで収録。オランダ語で歌唱。
- The Otherside 「ノンノン人形」(1984年) - EP盤 "Two Sides of the Other Side" に収録。2000年のコンピレーション・アルバム『In a Haunted House』にも収録。

スイス
- Pull My Daisy 「愛の証しを」(1991年) - アルバム『The Real Boney M.』に収録。
- Tatiana (Tatiana Eva-Marie) 「愛のコレクション」、「ノンノン人形」(1992年) - スイスの女性歌手。アルバム『Cante』に収録。

ノルウェー
- アヴァランチ 「愛の願い」(1991年) - アルバム『Westbound』に収録。数種類のミックス違いのシングルも発表。

スウェーデン
- Shanes 「愛の願い」(1967年) - アルバム『Shanes VI』に収録。英語で歌唱。
- Eleanor Bodel 「愛の願い」(1969年) - アルバム『One Way Ticket』に収録。シングル盤も発表。
- Curt Haagers med Robert 「愛の願い」(1973年) - アルバム『Det Går Som En Dans 2』に収録。

フィンランド
- Jukka Kuoppamäki 「愛の願い」(1968年) - "Sano Milloin (Love Me, Please Love Me)" のタイトルでシングル盤を発表。フィンランド語で歌唱。1970年のアルバム "Peukaloruuvi" にも収録。

イギリス
- The Birds 「ノンノン人形」(1966年) - 後にアルバム『Collectors' Guide to Rare British Birds』(1999年)に収録。ロン・ウッドが参加していたバンド。
- サンディ・ショー 「愛の願い」(1967年) - アルバム『Love Me, Please Love Me』に収録。
- ジミ・ヘンドリックス 「ノンノン人形」(1967年) - インストルメンタル・ヴァージョン。
- Lord Sitar 「君との愛がすべて」(1967年) - EP盤『Black is Black』に収録。ビッグ・ジム・サリヴァンの変名バンド。
- ダナ・ギレスピー 「ノンノン人形」(1968年) - アルバム『Foolish Seasons』に "No! No! No!" のタイトルで収録。
- サウンズ・オーケストラル 「バラ色の心」(1968年) - "Soul Coaxing" のタイトルでアルバム『Words』に収録。シングル盤としても発売。
- キース・ミッチェル 「シェリーに口づけ」(1970年) - アルバム『Sings Ancient & Modern』に "Tout Tout" のタイトルで収録。オーストラリア出身の俳優。
- キース・ミッチェル 「真夜中の出来事」(1971年) - "Never Seen a Sky So Blue" のタイトルでシングル "Let's Walk by the Sea" のB面に収録。
- アポロ 100 「バラ色の心」(1974年) - "Soul Coaxing" のタイトルでコンピレーション・アルバム『A Walk in the Black Forest』に収録。2005年のコンピレーション・アルバム『Joy - The Best Of Apollo 100』にも収録。
- Killer Watts 「バラ色の心」(1974年) - "Soul Coaxing (Ame Caline)" のタイトルでアルバム『Golden Hour of Golden Instrumental Hits Featuring the Many Moogs of Killer Watts』に収録。電子音楽。
- Mick and the Maelstroms 「人生は星の流れ」(1990年) - アルバム『Privates』に収録。
- フェルト 「バラ色の心」(2003年) - DVD『A Declaration』に "Soul Coaxing" のタイトルで収録。
- スシーラ・ラーマン 「愛の休日」(2007年) - ボーナス・トラックとして "Holidays in France" のタイトルでアルバム『33 1/3』に収録。フランスのインディーズ・レーベルからの発売。
- マーク・アーモンド 「バラ色の心」(2010年) - アルバム『Stranger Things (Deluxe Edition)』に収録。2001年発売の通常盤には収録されていない。
- セイント・エティエンヌ 「ノンノン人形」(1994年) - EP盤『Hug My Soul (4 Songs)』にライヴ録音で収録。
- ジェームス・ブラント 「ノンノン人形」 - コンサートにてフランス語で歌唱。

セルビア（旧ユーゴスラビア）
- Senka Veletanlić「ノンノン人形」（1966年）- セルビア語に翻訳され、"Lutka koja kaže ne" のタイトルで発表。
- Đorđe Marjanović 「君との愛がすべて」他(1967年) - アルバム『Prijatelji, Zdravo!』でポルナレフの3曲をセルビア語で歌唱。セルビア語のタイトルは「ノンノン人形」が "Lutka koja kaže ne"、「君との愛がすべて」が "Ljubav sa tobom"、「愛の願い」が "Daj bi ljubav svu" となっている。1970年にソ連で発売した4曲入りEP盤『Поет Джордже Марьянович』でもポルナレフの曲を "С Тобой" のタイトルでロシア語で歌唱している。
- Tomislav Ivčić 「ノンノン人形」(1985年) - アルバム『Francuska Ploča』に収録。
- Vlada, Gile, Piko & Švaba 「ノンノン人形」(1991年) - セルビア語版 "Lutka koja kaže ne" としてアルバム『Lutka koja kaže ne』に収録。

スロベニア（旧・ユーゴスラビア）
- Kameleoni 「ノンノン人形」(1994年) - "Una Bambolina Che Fa No" のタイトルでコンピレーション・アルバム『Kameleoni 66-67』に収録。イタリア語で歌唱。コンピレーション・アルバム『The Ultimate Collection』(2011年)にも収録。1960年代に活動していたバンド。

ルーマニア
- Danilo Sacchi 「ノンノン人形」(1967年) - EP盤『Cuore Matto』に "Una Bambolina Che Fa No, No, No (O Păpușă Care Spune Nu, Nu, Nu)" のタイトルで収録。

チェコ
- Lukáš Jochymek 「愛の願い」(2012年) - 英語で歌唱

ロシア
- エディタ・ピエーハ(Эдита Пьеха) 「哀しみの終るとき」(1974年) - "Разве Привыкают К Чудесам" のタイトルでアルバム『Эдита Пьеха』に収録。ロシア語で歌唱。多くのコンピレーション盤にも収録されている。フランス出身でロシアで活動するポーランド系の女性歌手。
- Сергей Пенкин(Sergey Penkin) 「グッバイ・マリルー」(1993年) - アルバム『Holiday』に収録。ロシア語で歌唱。同曲のLPでのタイトルは "Гудбай Мерилу" となっていたが、CDでは "Goodbye Marylou" と表記されている。

イスラエル
- Blondub Sexy Sound 「愛の願い」(2008年) - "Love Me" のタイトルでアルバム『God Bless The Empress』に収録。

アメリカ
- Finnegans Wake 「ノンノン人形」 (1966年) - "Situation Sad" のタイトルでシングル盤を発表。英語で歌唱。オムニバス・アルバム『The Psychedelic Experience vol.3』(2001年)、『Boil the Kettle Mother - Psychedelic Patchwork Volume 1』(2004年)にも収録。
- スコット・マッケンジー 「ノンノン人形」(1967年）- 英訳した歌詞で、タイトルを「No, No, No, No, No」としてデビュー・アルバム『花のサンフランシスコ（原題は "The Voice of Scott McKenzie"）』に収録。シングル盤でも発売。
- ザ・ベンチャーズ 「バラ色の心」(1967年) - アルバム『Flights of Fantasy』に "Soul Coaxing (Ame Caline)" のタイトルで収録。インストルメンタル。
- ペギー・マーチ「バラ色の心」(1968年) - "If You Loved Me (Soul Coaxing - Ame Caline)" のタイトルでシングル盤を発表。英語で歌唱。
- ビリー・ヴォーン「バラ色の心」(1968年) - "Soul Coaxin" のタイトルでアルバム『Quietly Wild』に収録。インストルメンタル。
- ザ・フォー・フレッシュメン 「バラ色の心」(1968年) - "Soul Coaxin" のタイトルでアルバム『Today is Tomorrow!』に収録。英語で歌唱。
- Neely Plumb 「愛の願い」(1975年) - アルバム『Neely Plumb and the 50 Funky Fiddles』に収録。
- リズム・ヘリテイジ 「リップスティック」(1977年) - アルバム『Last Night on Earth』に収録。
- The New Marketts 「バラ色の心」(1977年) - アルバム『Step On It』に "Soul Coaxing" のタイトルで収録。1979年にはシングルのB面に収録。
- クリスティーナ 「ノンノン人形」(1980年) - アルバム『Cristina』に収録。シングル盤としても発売。
- Luna 「ノンノン人形」(2006年) - コンピレーション・アルバム『Best of Luna』に収録。
- ザ・フレッシュトーンズ 「愛の証しを」(2007年) - シングル盤 "Jet-Set Fleshtones" のB面として "Les Temps Dira" のタイトルで収録。
- カート・スミス 「天国への道」(2007年) - アルバム『Halfway, Pleased』に収録。元・ティアーズ・フォー・フィアーズのメンバーである。出身はイギリス。
- ザ・ダイナミクス 「ノンノン人形」(2011年) - アルバム『180.000 miles & counting』に収録。レゲエ・バンド。

カナダ
- Les Sultans 「ノンノン人形」（1966年）- "La Poupée" のタイトルにてアルバム『Les Sultans』に収録。また、原題の "La Poupée Qui Fait Non" のままでシングル盤としても発売され、カナダのヒット・チャートにランク・インするヒットをした。
- Aut'Chose 「愛の来訪者」(1975年) - アルバム『Prends Une Chance Avec Moé』に収録。1974年にはシングル "Ch't'aime pi ch't'en veux" のB面として発表。
- ルネ・シマール 「ノンノン人形」(1980年) - アルバム『Un Homme』に収録。1974年、13歳の時に日本でルネの名前で「ミドリ色の屋根」をヒットさせた少年歌手のその後。
- Boule Noire (Georges Thurston) 「愛の願い」(1980年) - アルバム『Love Me Please Love Me』に収録。コンピレーション盤『Aimer d'Amour』にも収録。
- The 222s 「ノンノン人形」（1981年）- パンク・バンドによるカバー。"La Poupee Qui Fait Non (She's A Doll)" のタイトルにてシングル盤として発表。B面は同曲のインストルメンタル・バージョン。コンピレーション・アルバム『She Wants Revenge』(2012年)にも収録。コンピレーション・アルバム『Montreal Punk - 78-81』(2006年)にはデモ・バージョンが収録されている。
- Les Sexy 「ノンノン人形」(2011年) - アルバム『Les Sexy』に収録。
- Les Aristocrates 「ノンノン人形」(制作年不詳) - シングル盤として発表。1960年代後半に活動していたバンド。

メキシコ
- Las Chic's 「ノンノン人形」(1967年) - "La Muñeca Dice No (La Poupée Qui Fait Non)" のタイトルでアルバム "Alto... Somos Las Chic's...!" に収録。スペイン語で歌唱。

アルゼンチン
- Billy Bond 「ノンノン人形」(1967年) - "La Muñeca Que Hace No (La Poupée Qui Fait Non)" のタイトルでシングル "Winchester Cathedral" のB面に収録。スペイン語で歌唱。
- Los Walkers 「ファット・マダム」(1967年) - アルバム『Nosotros Los Walkers』に収録。コンピレーション・アルバム『Los Walkers & Nosotros Los Walkers』(2007年)にも収録。

ブラジル
- Ed Maciel e Sua Orquestra 「ノンノン人形」(1967年) - アルバム『Na Onda Vol.3』に収録。
- Gilbert 「愛の願い」、「ラース家の舞踏会」(1999年) - コンピレーション・アルバム『Seleçao de Ouro - 20 Sucessos』に収録。両曲はアルバム『Aline』(2002年)にも収録。

フィリピン
- Blackbuster 4 and Blackdoor Band 「リップスティック」(1977年) - アルバム『Super Disco』に収録。

インドネシア
- Eka Sapta 「愛の願い」(制作年不詳) - アルバム『Instrumentals』に収録。

台湾
- 黃鶯鶯(黄莺莺、Tracy Huang) 「愛の休日」（1987年）- 台湾の女性歌手。「假期」のタイトルにて、アルバム『True Devotion』に収録。フランス語で歌唱。作曲者名にポルナレフの漢字表記である「米榭‧波納雷夫」がクレジットされている。作詞者名はジャン・ルー・ダバディの漢字表記「由尚-盧‧達巴迪」。

韓国
- ミンチェ (민채、Min Chae) 「愛のコレクション」(2013年) - 韓国の女性ジャズ・シンガー。アルバム『Heart of Gold』に収録。

日本
- にしきのあきら「シェリーに口づけ」（1972年）- アルバム『愛をありがとう』に収録。訳詞は柴野未知。
- 藤島新「愛の休日」（1973年）- アルバム『Shin Fujishima Beautiful Debut Round 1』に収録。訳詞は柴野未知。
- オフコース「愛の休日」（1974年）- ライブアルバム『秋ゆく街で』に、他の洋楽曲とのメドレーの一曲として収録。ヴォーカルは鈴木康博。
- ミミ「シェリーに口づけ」（1974年）- アルバム『かわいいシャトン』に収録。
- 天地真理「愛の休日」（1974年）- ライヴ・アルバム『天地真理オン・ステージ』に収録。訳詞は上記の藤島新版の柴野未知のものを一部改変。後に『天地真理 プレミアム・ボックス』（2006年）にも収録されている。
- 沢田研二「忘れじのグローリア」（1974年）- ライヴ・アルバム『沢田研二リサイタル』に収録。訳詩は沢田研二自身。
- 西郷輝彦「哀しみの終るとき」（1974年）- 岩谷時子の訳詞による日本語バージョン。後に『西郷輝彦ゴールデン☆ベスト』に収録。ライヴ録音されたものがライヴ・アルバム『西郷輝彦 リサイタル (Teruhiko Saigo Recital - Special Big Guest Milva)』(1972年)に収録されている。
- ジミー・竹内とエキサイターズ 「僕はロックンローラー」(1974年) - アルバム『ドラム・ドラム・ドラム / ポップス・ナウ '74』に収録。
- 道志郎 アルバム『愛の休日 〜 ミッシェル・ポルナレフのすべて』（1974年）- エレクトーン奏者。エレクトーン演奏の楽曲集。12曲入り。コーラス・グループのムーン・ドロップスが参加し、一部の曲で歌唱している。道志郎はポルナレフの曲をエレクトーン用にアレンジした楽譜も出版。コンサートでも多くのポルナレフの曲を披露し、ポルナレフの普及に貢献した。
- ひなつ幻(陽夏幻)「愛の願い」他(1975年) - シャンソン歌手。自主制作盤ライヴ・アルバム『陽夏幻ファースト★リサイタル '75 愛の願い』に収録。A面はすべてポルナレフ曲の日本語カバーで、収録曲は「哀しみの終わるとき」、「愛の物語」、「悲しきマリー」、「ロミオとジュリエットのように」、「渚の想い出」、「悲しみのロマンス」、「愛の願い」の計7曲。
- SONOKO 「La Poupée Qui Fait Non（ノンノン人形）」（1988年）- シングル盤として発表。アルバム『La Debutante』にも収録。
- グランド・ファンタスティック・ストリングス 「愛の休日」(1977年) - アルバム『サバの女王 (La Reine De Saba)』に収録。
- ちあきなおみ 「悲しきマリー」(1981年) - アルバム『それぞれのテーブル』に "雨に寄りそって (悲しきマリー)" のタイトルで収録。日本語で歌唱。コンピレーション・アルバム『アナザー・ワールド』(2001年)にも収録。
- Flat Face 「シェリーに口づけ」（1986年）- アルバム『FACE』に収録。
- スピッツ 「シェリーにくちづけ」 (1988年〜1990年) - インディーズ時代にライヴで頻繁に演奏。アルバム等での収録なし。訳詞はメンバーの草野マサムネ。
- 矢口博康 「シェリーに口づけ」(1989年) - オムニバス・アルバム『les enfants 2』に収録。インストルメンタル。
- 石井好子 「愛のシンフォニー」（1990年）- シャンソン歌手。アルバム『私の来た道〜シャンソン』に収録。
- 崎谷健次郎 「TOUT, TOUT POUR MA CHERIE (シェリーに口づけ)」（1992年）- テクノミュージック調での編曲。アルバム『BOTANY OF LOVE』に収録。テレビドラマ「昔みたい」（主演：萬田久子）の主題歌にも使用された。
- LONG VACATION 「シェリーに口づけ」（1993年）- ポップス・バンドによるシングル盤。アルバム『LONG VACATION POPS』にも収録。
- 櫻田宗久 「シェリーに口づけ」（1997年）- シングル "恋の呪文はヤムヤムヤム" に収録。
- SHAZNA 「シェリーにくちづけ」（1999年）- ヴィジュアル系バンドによるシングル盤としてカバー。アルバム『PURE HEARTS』にも収録。
- 熱風東京市場と魅惑の東京サロン 「タムタム」（1999年）- アルバム『a tribute to POLNAREFF』『熱風東京市場●HOT HOT HOT』に収録。
- pizzicato five 「シェリーに口づけ」（2000年）- アルバム『a tribute to POLNAREFF』『pizzicato five REMIXES 2000』に収録。
- 因幡晃 「愛の休日」（2002年）- アルバム『Holidays』に収録。フランス語で歌唱。
- 野本かりあ 「ノンノン人形」(2002年) - アルバム『The Girl from R.E.A.D.Y.M.A.D.E.』に収録。日本語で歌唱。訳詞は小西康陽。
- サエキけんぞう 「つけぼくろ」(2003年) - フランスで発売したアルバム『スシ頭の男 (L'Homme À Tête De Sushi)』に収録。セルジュ・ゲンスブールのカバー曲を多数含む。
- カムイ 「哀しみのエトランゼ / 愛のシンフォニー」（2005年）- 自主制作ライヴ盤『Kamui Live』に収録。北海道のローカル・バンド。プログレで知られる同バンドは、ライヴにてポルナレフ・メドレーを披露する場合がある。
- 広島ジュニア・マリンバ・アンサンブル 「シェリーに口づけ」（2005年）- アルバム『広島ジュニア・マリンバ・アンサンブル Vol.2』 に収録。
- D-Day 「シェリーに口づけ」(2006年) - コンピレーション・アルバム『Crossed Fingers』に収録。日本語で歌唱。訳詞は川喜多美子。
- 石川ひとみ 「シェリーに口づけ」（2006年）- アルバム『With みんなの一五一会 〜 RADIO DAYS』に収録。アルバム『With 〜 the best of 一五一会』(2007年) にも収録。訳詞は柴野未知。
- k-shop 「シェリーに口づけ」(2007年) - アルバム『ココロニナガレルオト 〜 So Young』に収録。
- Tomuya 「愛の願い」(2007年) - アルバム『Un Japonais à Paris』に収録。
- U.Ebisawa（海老沢雄一）「哀しみの終わるとき」（2008年）-  岩谷時子の訳詞による日本語バージョン。アルバム『WHILE U WAITE』に収録。マキシ・シングルも発売された。
- 榊原長紀 「シェリーに口づけ」(2009年) - アルバム『夜カフェ 〜 リラックス・タイム』に収録。
- 岩崎良美 「シェリーに口づけ」 (2013年) - アルバム『赤と黒から…III 愛してモナムール』に収録。
- 歌唱のみ
  - 佐良直美 「哀しみの終わるとき」（1973年）- ポルナレフがNHKのテレビ番組に出演時、日本語で歌唱を披露した。当初は佐良が歌唱する企画ではなかったが、ポルナレフがNHKでの収録中に気に入らないことがあった為に途中で帰ってしまい、放送する尺が足りなかった為の緊急措置として佐良が歌ったことが、後に佐良自身によって語られている。
  - 布施明 - コンサートでのポルナレフ楽曲を歌唱。

その他
- ポール・モーリア、レイモン・ルフェーブル、フランク・プゥルセル、パーシー・フェイス、ミシェル・ルグラン、カラベリなどのイージー・リスニングのオーケストラによって多くのポルナレフの曲がカバーされている。

### 曲のサンプリングと引用
- Diabologum – アルバム『#3』(1996年)にてサンプリングを使用。フランスのインダストリアル・ロック・バンド。
- Necro - "Light My Fire" (2001年) にて「愛の旅人達」の一部をサンプリングして使用。アメリカのラッパーである。
- The Shortwave Set - "Is It Any Wonder?" (2005年) にて「愛の旅人達」の一部を引用。イギリスのポップ・バンドである。
- Minitel Rose - リミックス曲 "Mini Love Me (Social Club Intro)" で「愛の願い」を使用。フランスのエレクトロ・ポップ・バンド。

## 楽曲の使用
- 1974年、フランスのシンガーであるアラン・シャンフォーが日本でデビューした際のコピーは「第2のポルナレフ登場！」であった[注釈 7]。
- 1975年、日本の沢田研二がフランスに進出し、「MON AMOUR JE VIENS DU BOUT DU MONDE」（「巴里にひとり」のフランス語ヴァージョン）がラジオチャートで最高位4位を記録するほどのヒットとなった。この時、フランスのメディアは、沢田を「日本のポルナレフ」と紹介している。
- 1983年、テレビ朝日で娯楽番組『タモリ倶楽部』が開始され、番組中のミニ・ドラマ・コーナー「愛のさざなみ」（主演はタモリと中村れい子）のテーマ曲に「哀しみの終わるとき」が起用された。
- 1999年、カナダ映画「Histoires d'hiver」に「愛の願い」が使用された。
- 2002年、韓国のテレビ局KBS2が制作・放送したドラマ「冬のソナタ (原題: 겨울연가)」の劇中にて、「愛のコレクション」のピアノ演奏（演奏者不明）が使用される。ただし、日本でのテレビ放送時は権利関係の問題から音楽は他の曲に差し替えられていた。
- 2002年、小惑星帯の中に発見された小惑星の1つに、ポルナレフの名前にちなんで「99824 ポルナレフ」という名称が付けられた。
- 2003年、映画「ドリーマーズ」が公開された。この映画は1968年の五月革命前夜のパリを舞台にしたストーリーで、カフェのシーンでは当時に大ヒットしていた「愛の願い」がBGMとして使用されている。（サウンドトラック盤にも収録）
- 2003年、日本のテレビ・ドラマ「WATER BOYS」で「シェリーに口づけ」か使用される。（サウンドトラック盤にも収録）
- 2004年、韓国のテレビ局KBSが制作・放送したドラマ「ごめん、愛してる (原題: 미안하다, 사랑한다)」で「愛のコレクション」、「哀しみの終わるとき」などのポルナレフの曲がいくつか使用され、韓国国内で話題となる。
- 2004年、フランスのコメディ映画「Podium (邦題：スターは俺だ！)」が公開され、ジャン・ポール・ルーヴ（Jean-Paul Rouve）が演じるポルナレフのそっくりさん（役名はクスクス）が話題となった。彼の登場のシーンでは「哀しみのエトランゼ」の冒頭部分や、「ラース家の舞踏会」のイントロのみなどが使用されている。
- 2007年、アメリカ映画「Crazy Love」にて「バラ色の心」のオーケストラ演奏が使用された。
- 漫画『ジョジョの奇妙な冒険』に登場するキャラクター、ジャン＝ピエール・ポルナレフの名前の由来である。本人もそれを認知しており、Twitterでアニメのポルナレフのポルナレフの画像にサングラスをかけさせたコラージュ画像を投稿していた。